# Vesin
Vesin est une localité et une ancienne commune suisse du canton de Fribourg, située dans le district de la Broye.

## Histoire
La localité de Vesin est située dans l'enclave d'Estavayer-le-Lac et fit partie de la seigneurie de Cugy. Incendié par Payerne en 1338, le village releva du bailliage d'Estavayer dès 1536, puis du district du même nom de 1798 à 1848. Au spirituel, il fut également lié de tout temps à la paroisse de Cugy. L'ancienne commune est de tout temps à vocation agricole (élevage, cultures céréalières, maïs et tabac). Depuis 1919, il est le siège du Syndicat des sélectionneurs (céréales panifiables et fourragères) de la Broye, livrant des cultures de semences dans plusieurs cantons. Une entreprise de béton frais et gravières y est implantée depuis 1969.
Depuis 2005, Vesin fait partie de la commune de Cugy avec qui elle a fusionné.

## Toponymie
1223 : Visins

## Démographie
Vesin comptait 142 habitants en 1811, 214 en 1850, 259 en 1900, 250 en 1950, 175 en 1980, 242 en 2000.